# Flyers Baseball und Softball Team
 (janvier 2024).
Si vous disposez d'ouvrages ou d'articles de référence ou si vous connaissez des sites web de qualité traitant du thème abordé ici, merci de compléter l'article en donnant les références utiles à sa vérifiabilité et en les liant à la section « Notes et références ».
Le Flyers Baseball und Softball Team est une équipe de baseball évoluant en NLA originaire de la commune de Therwil, en Suisse,.

## Palmarès
Champion de Suisse: 1988, 1991, 1992, 1993, 1994, 1995, 2003, 2009, 2014, 2016, 2017, 2019 et 2020.
Coupe de Suisse: 2002
En 2023, l'équipe participe à la Coupe d'Europe de baseball 2023.